# Рубінґер Лев
Лев Павлович Рубінґер (21 лютого 1890, Городок — 24 вересня 1983, м. Рочестер, США) — український правник, економіст, військовий і громадський діяч.

## Життєпис
Гімназію закінчив у Коломиї, а правознавчі студії у Львові. З початком першої світової війни взяв участь у боях з російською армією над Стрипою і Золотою Липою в 1915—1916 рр.
У листопаді 1918 організував взяття українцями влади в м-ку Красне (нині Буського р-ну Львівської обл.), командував кулеметною сотнею в групі «Схід» УГА, пізніше в  складі 4-ї Золочівської бригади. Після відступу за р.  Збруч воював на Наддніпрянщині. Перехворів на тиф. Призначений поручником-суддею військ. суду 2-го корпусу УГА. У складі ЧУГА — чл. реввійськтрибуналу. У  травні–липні 1920 — командир робочого батальйону галичан на примусових роботах з будівництва залізниці біля м. Казань (нині РФ). З липня 1920 р. в складі 142-го полку відправлений на польський фронт, перебував на Поділлі.
Після розформування частини  – інструктор кулеметної справи в  Школі червоних старшин у м. Київ. З 1921 працював у Дніпросоюзі, у  сісльсько-господарському науковому інституті в  Києві. Був студентом філософського факультету Київського інституту професійної освіти (колишнього університету), викладав у Київському інституті народного господарства. 1926 отримав дозвіл виїхати до Галичини, займався кооперацією і торговою справою. Пройшов адвокатське стажування, з  1938  – самостійний адвокат у  Коломиї. Влітку 1941 призначений прокурором Чортківського окружного суду. З  ініціативи представників ОУН повернувся до Коломиї, працював посадником (головою) міста.

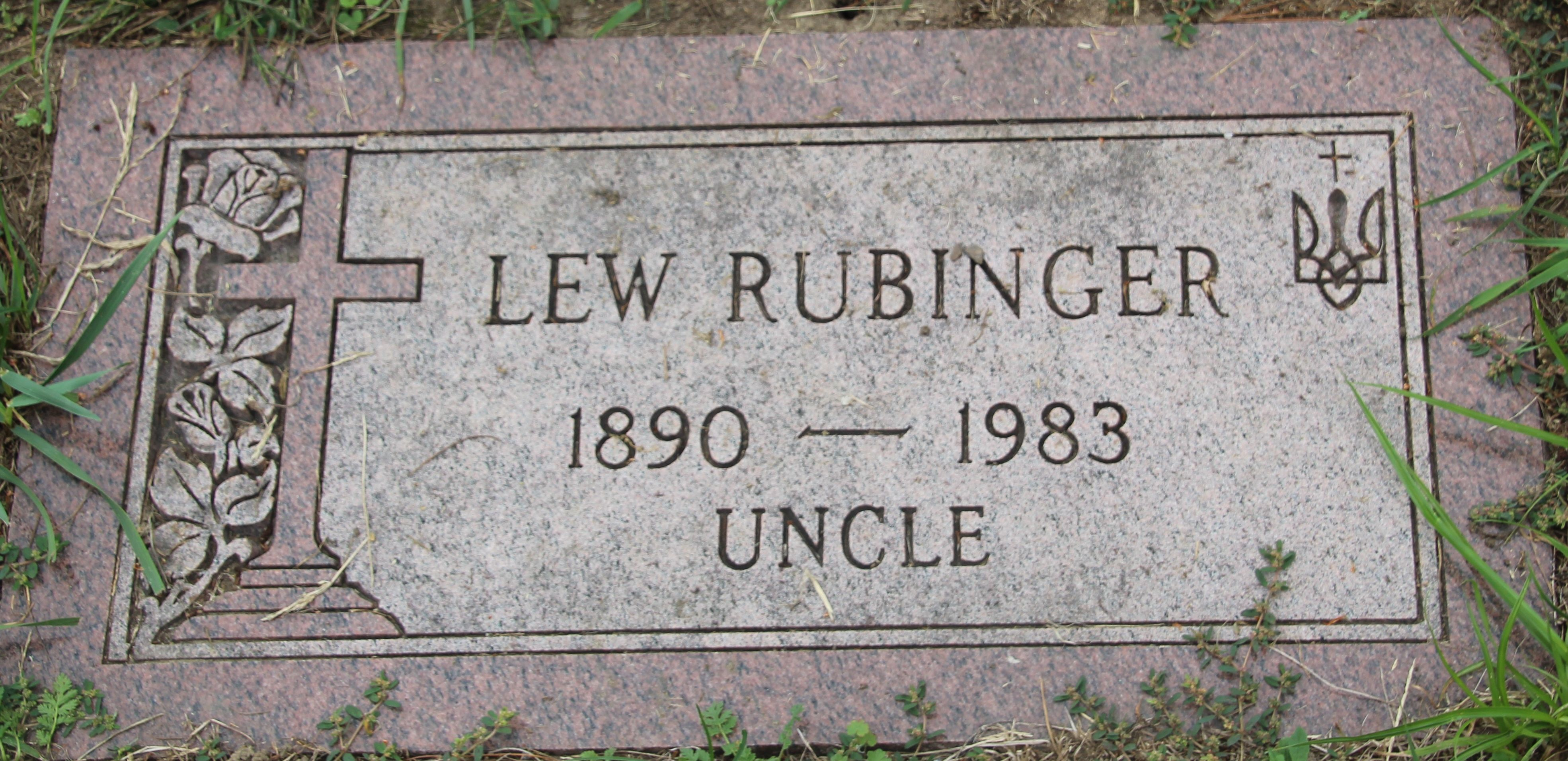
Могила Лева Рубінгера у м. Рочестер, штат Нью Йорк, США.

З наближенням фронту у 1944 виїхав до Німеччини, перебував у таборах біженців, був членом Вищого громадського суду м. Аугсбург. Емігрував до США, займався громадською діяльністю; друкував статті з економічної, політичної, військової тематики. Учасник УНС, товариства «Самопоміч», ветеранських організацій. Член НТШ. Проживав у м. Рочестер (шт. Нью-Йорк).
Помер у м. Рочестер, де й похований на цвинтарі Святого Гробу